# Meditação transcendental

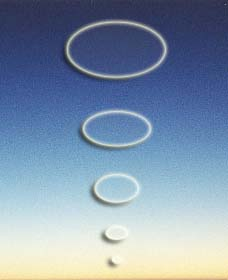
Ilustração do processo mental denominado "transcendência" para a prática da meditação transcendental.

A meditação transcendental, também conhecida como "MT", é uma técnica de meditação introduzida em 1958 por Maharishi Mahesh Yogi que envolve o uso mental de sons específicos chamados mantras, De acordo com Maharishi, a técnica permite que a mente do praticante "transcenda", atingindo um estado de "repouso em alerta", sem recurso a concentração ou a pensamento ativo, como sucede em outras técnicas.
Uma recente investigação, levada a cabo na IMT School for Advanced Studies Lucca, em Itália, revelou que a sensação de bem-estar provocada por esta meditação durante certo tempo provoca alterações no cérebro.

## História
O programa de Meditação Transcendental e o movimento Meditação Transcendental originaram-se com seu fundador Maharishi Mahesh Yogi e continuaram após sua morte em 2008. Em 1955, "o Maharishi começou a ensinar publicamente uma técnica de meditação tradicional" aprendeu com seu mestre Brahmananda Saraswati que ele chamou de Meditação Transcendental Profunda e mais tarde renomeada Meditação Transcendental. O Maharishi iniciou milhares de pessoas, então desenvolveu um programa de treinamento de professores de MT como uma forma de acelerar o ritmo de levar a técnica a mais pessoas. Ele também inaugurou uma série de viagens mundiais que promoviam a Meditação Transcendental. Esses fatores, juntamente com o endosso de celebridades que praticavam a MT e afirmações de que a pesquisa científica validou a técnica, ajudaram a popularizar a MT nas décadas de 1960 e 1970. No final dos anos 2000, a MT foi ensinada a milhões de indivíduos e o Maharishi supervisionava um grande movimento multinacional. Apesar das mudanças organizacionais e da adição de técnicas avançadas de meditação na década de 1970, a técnica da Meditação Transcendental permaneceu relativamente inalterada.
Entre as primeiras organizações a promover a MT estavam o Movimento de Regeneração Espiritual e a Sociedade Internacional de Meditação. Nos tempos modernos, o movimento cresceu para abranger escolas e universidades que ensinam a prática, e inclui muitos programas associados com base na interpretação do Maharishi das tradições védicas. Nos Estados Unidos, as organizações sem fins lucrativos incluem a Students International Meditation Society, AFSCI, Conselho Executivo do Plano Mundial, Corporação de Desenvolvimento da Educação Védica Maharishi, País Global da Paz Mundial e Fundação Maharishi. O sucessor de Maharishi Mahesh Yogi e líder do País Global da Paz Mundial é Tony Nader.

## Efeitos

### Programa MT-Sidhi
O programa MT-Sidhi é uma forma de meditação introduzida por Maharishi Mahesh Yogi em 1975. Ele é baseado e descrito como uma extensão natural da técnica da Meditação Transcendental. Consiste no uso de um mantra por 15 a 20 minutos, duas vezes por dia, sentado com os olhos fechados. É relatada como uma das técnicas de meditação mais amplamente praticadas.

## Controvérsia
A organização tem sido objeto de polêmicas que incluem ser rotulada de culto por várias investigações parlamentares ou movimentos anticultos no mundo.